# Furkan Andıç
Furkan Andıç (Istanbul, 4 aprile 1990) è un attore turco.

## Biografia
Di origini turche di Trebisonda da parte di padre e bosniache da parte di madre, Furkan Andıç è secondo di tre fratelli. Dopo aver completato l'istruzione primaria e secondaria ad Ataşehir e aver frequentato l'Istituto Politecnico di Kiev, in Ucraina, ha studiato per un po' presso il dipartimento di programmazione radiofonica e televisiva dell'Università Bilgi di Istanbul per poi trasferirsi presso il dipartimento di comunicazione visiva e design dell'Università Yeditepe, dove nel 2012 ha conseguito la laurea.
Nel 2011 ha iniziato la propria carriera nella recitazione con il ruolo del protagonista Mert nella miniserie televisiva Kolej Günlüğü, seguita dal ruolo di Levent nella serie Umutsuz Ev Kadınları. Nel corso dei due anni successivi sono seguiti per lui ruoli secondari, che hanno contribuito ad incrementarne la popolarità nelle serie Adını Feriha Koydum, Yağmurdan Kaçarken e Aşk Ekmek Hayaller. Nel 2014 è nel 2015 è stato impegnato nel ruolo di Selim İnan in Kaçak Gelinler, commedia romantica con protagonisti Deniz Baysal, Selin Sekerci e Açelya Topaloglu, mentre l'anno seguente è apparso nella serie Kırgın Çiçekler nei panni di Gökhan Turalı. Ad essa, nel 2015 e nel 2016, è seguito il ruolo di Gökhan Turalı nella serie Kırgın Çiçekler.
Nel 2016 ha ottenuto il ruolo del protagonista Sinan Yılmaz / Tankut nella serie Sweet Revenge (Tatlı İntikam). Nel 2017 ha compiuto il proprio debutto sul grande schermo dopo essere stato scritturato dalla regista Doğa Can Anafarta per interpretare il ruolo di Ömer Sarıkaya nel film Damat Takımı. Nel 2017 è nel 2018 ha interpretato il ruolo di Savaş Sargun nella serie Meryem.
Nel 2019 ha ottenuto il ruolo di Volkan Demir nella serie Kardeş Çocuklar e quello di Demir Erendil nella commedia romantica Everywhere I go - Coincidenze d'amore (Her Yerde Sen). L'anno successivo, nel 2020, ha interpretato il ruolo di Ateş Avcı nella serie Çatı Katı Aşk. Nel 2022 ha preso parte al cast della serie Kara Tahta, nel ruolo di Atlas Kandemir. L'anno successivo, nel 2023, ha fatto parte del cast della web serie Bozkir, nel ruolo di Payidar. Nel 2023 e nel 2024 è apparso con il ruolo di Kadir Erdem nella serie Yıldızlar Bana Uzak. Nel 2024 ha vestito i panni di Nasit Nefi nel film Cadı diretto da Erman Bostan, quelli di İlyas / Ateş nel film Derûn diretto da Müge Uğurlar e quelli di Fatih nel film Amore a 39 gradi (Gölgede 39 Derece) diretto da Tunç Şahin.

## Filmografia

### Cinema
- Damat Takımı, regia di Doğa Can Anafarta (2017)
- Cadı, regia di Erman Bostan (2024)
- Derûn, regia di Müge Uğurlar (2024)
- Amore a 39 gradi (Gölgede 39 Derece), regia di Tunç Şahin (2024)

### Televisione
- Kolej Günlüğü – miniserie TV (TNT, 2011)
- Umutsuz Ev Kadınları – serie TV, 1 episodio (Kanal D, 2011)
- Adını Feriha Koydum – serie TV, 9 episodi (Show TV, 2011-2012)
- Yağmurdan Kaçarken – serie TV, 8 episodi (ATV, 2012)
- Aşk Ekmek Hayaller – serie TV, 10 episodi (Show TV, 2013-2014)
- Kaçak Gelinler – serie TV, 29 episodi (Star TV, TV8, 2014-2015)
- Kırgın Çiçekler – serie TV, 21 episodi (ATV, 2015-2016)
- Sweet Revenge (Tatli İntikam) – serie TV, 30 episodi (Kanal D, 2016)
- Meryem – serie TV, 30 episodi (Kanal D, 2017-2018)
- Kardeş Çocukları – serie TV, 13 episodi (Star TV, 2019)
- Everywhere I go - Coincidenze d'amore (Her Yerde Sen) – serie TV, 23 episodi (Fox, 2019)
- Çatı Katı Aşk – serie TV, 16 episodi (Kanal D, 2020)
- Kara Tahta – serie TV, 20 episodi (TRT 1, 2022)
- Yıldızlar Bana Uzak – serie TV, 4 episodi (ATV, 2023-2024)

### Web TV
- Bozkir – web serie, 8 episodi (BluTV, 2023)

### Cortometraggi
- Bir Kurabiye Masalı, regia di Ilkyaz Kocatepe (2012)

## Doppiatori italiani
Nelle versioni in italiano dei suoi film e delle sue serie TV, Furkan Andıç è stato doppiato da:
- Sacha Pilara[22] in Sweet Revenge[23]
- Federico Viola[24] in Everywhere I go - Coincidenze d'amore[25]
- Edoardo Stoppacciaro[26] in Amore a 39 gradi[27]

## Riconoscimenti
- Pantene Golden Butterfly Awards
  - 2016: Candidato come Miglior attore di commedia romantica per la serie Sweet Revenge (Tatli İntikam)
  - 2016: Vincitore come Miglior coppia televisiva con Leyla Lydia Tuğutlu per la serie Sweet Revenge (Tatli İntikam)
  - 2017: Candidato come Miglior attore per la serie Meryem
  - 2017: Candidato come Miglior coppia televisiva con Ayça Ayşin Turan per la serie Meryem
  - 2018: Candidato come Miglior interpretazione di un attore per la serie Meryem
  - 2018: Candidato come Miglior coppia televisiva con Ayça Ayşin Turan per la serie Meryem
  - 2019: Candidato come Miglior attore in una serie comica romantica per Everywhere I go - Coincidenze d'amore (Her Yerde Sen)[28][29]
  - 2019: Vincitore come Miglior coppia televisiva con Aybüke Pusat per la serie Everywhere I go - Coincidenze d'amore (Her Yerde Sen)[28][29]
  - 2021: Candidato come Miglior attore in una serie comica romantica per Çatı Katı Aşk

- Turkey Youth Awards
  - 2018: Candidato come Miglior attore televisivo per la serie Meryem